# Pitcairnia chocoensis
Pitcairnia chocoensis är en gräsväxtart som beskrevs av Lyman Bradford Smith. Pitcairnia chocoensis ingår i släktet Pitcairnia och familjen Bromeliaceae. Inga underarter finns listade i Catalogue of Life.